# Lago Sirio
Il lago Sirio è un lago che si trova in Italia, nella regione storico-geografica del Canavese, al confine tra i comuni di Ivrea e Chiaverano in Piemonte.

## Caratteristiche
La zona è caratterizzata dalla presenza di altri quattro laghi di origine glaciale: Lago Nero, Lago Pistono, Lago San Michele e Lago di Campagna. Il lago Sirio, anticamente conosciuto come lago di San Giuseppe per la presenza nelle vicinanze dell'omonimo convento, è il più grande. Con una superficie di circa 0,3 km² ed una profondità di quasi 45 metri, è l'unico ad essere alimentato da una sorgente.
 È possibile accedere allo specchio d'acqua tramite i due stabilimenti che si trovano a sud-ovest e ad est, ma non è consentito l'uso di imbarcazioni a motore.
Sulla sponda che si trova a est-sud-ovest è presente un lungolago con panchine e aree per il pic-nic, dal quale è possibile avvistare anche il medioevale castello di Montalto Dora. La sponda opposta non è accessibile a causa del terreno impervio e della presenza di abitazioni. La sponda meridionale è occupata dalla storica Società Canottieri Sirio, fondata nel 1887.

## Protezione della natura
Il lago fa parte del sito di interesse comunitario denominato Laghi di Ivrea (cod.IT1110021), istituito nell'ambito della Direttiva 92/43/CEE (Direttiva Habitat) e designato inoltre come Zona Speciale di Conservazione.

## Galleria d'immagini

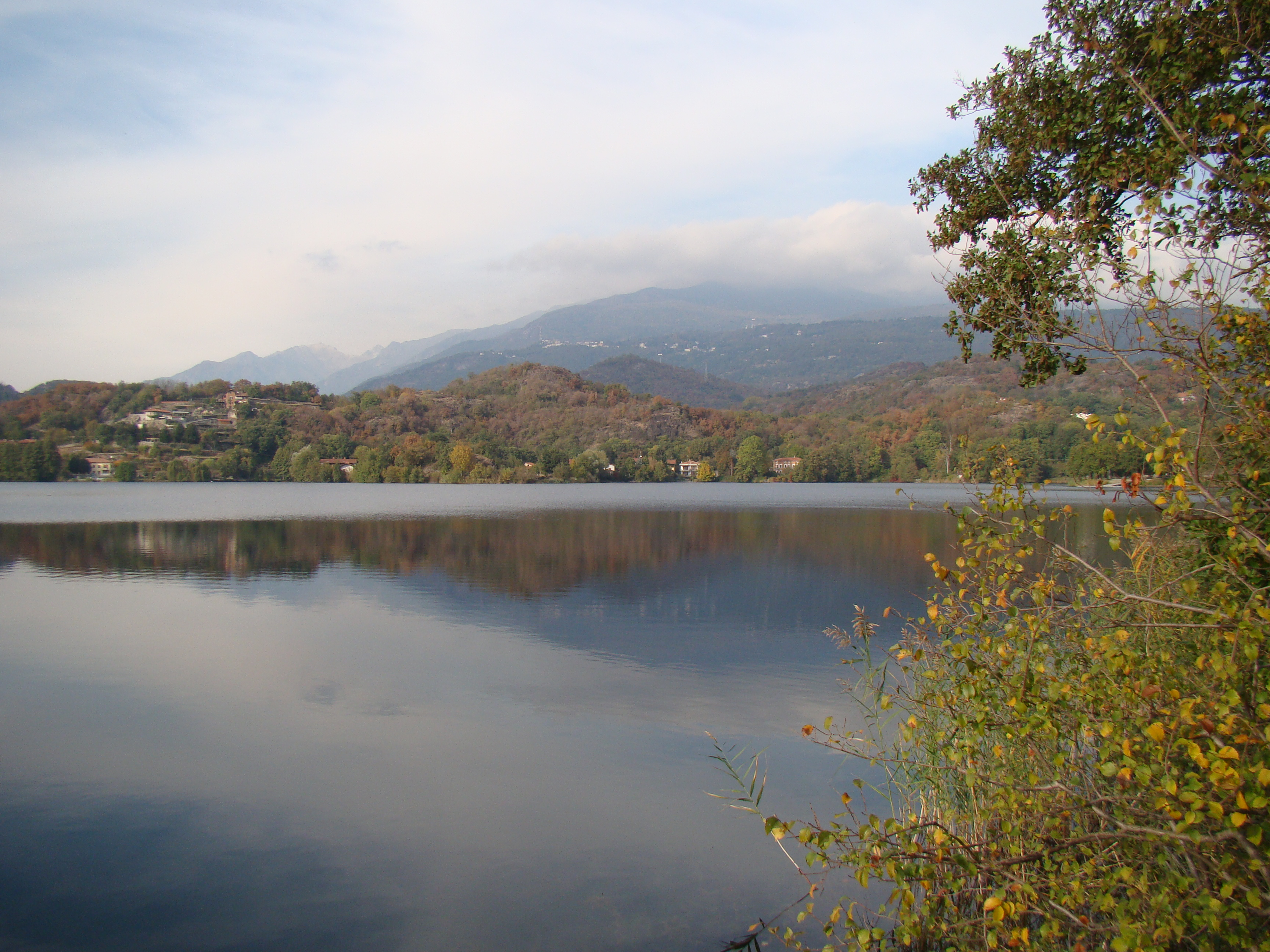
Visuale nord-est
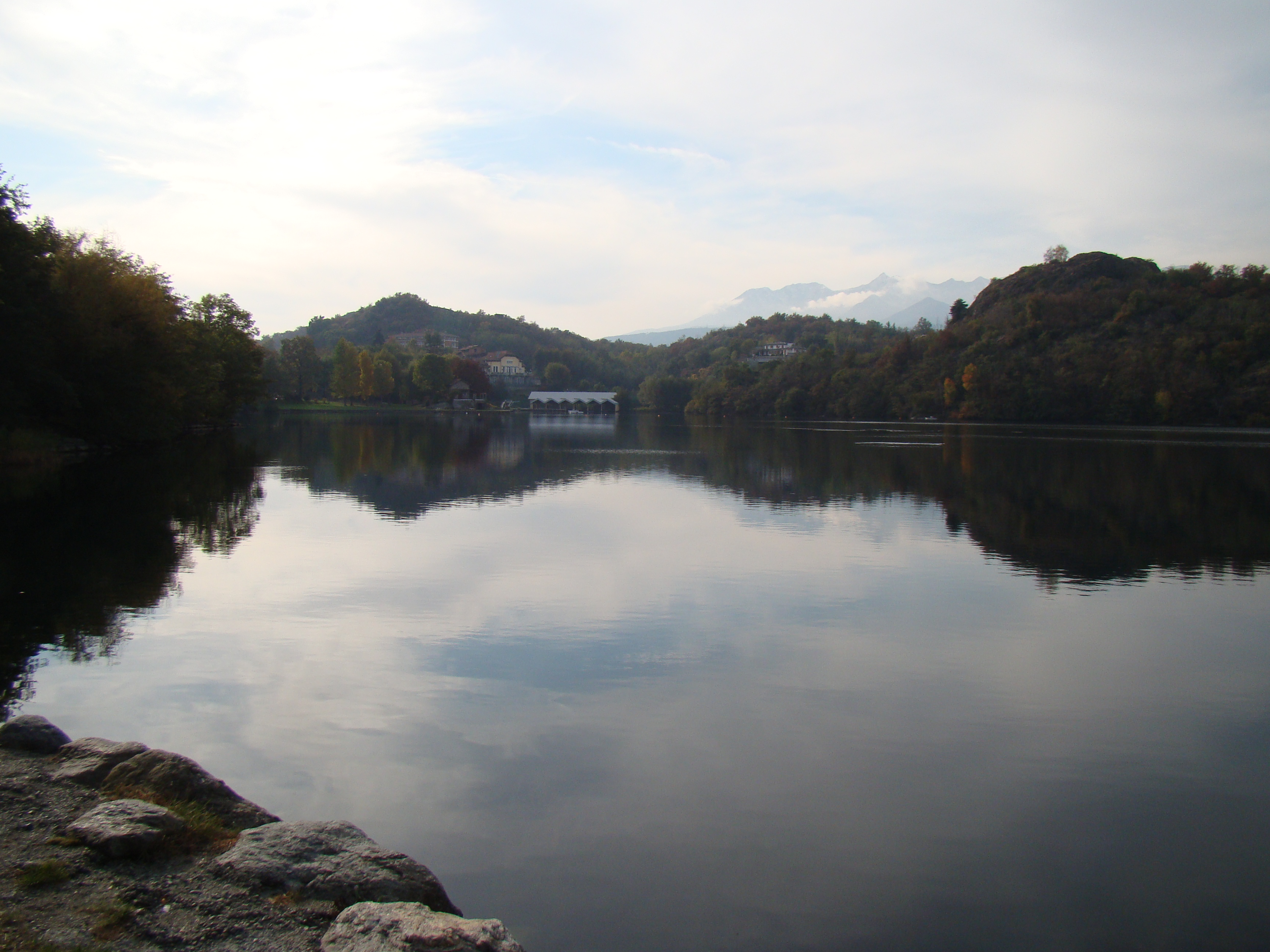
Visuale sud-ovest
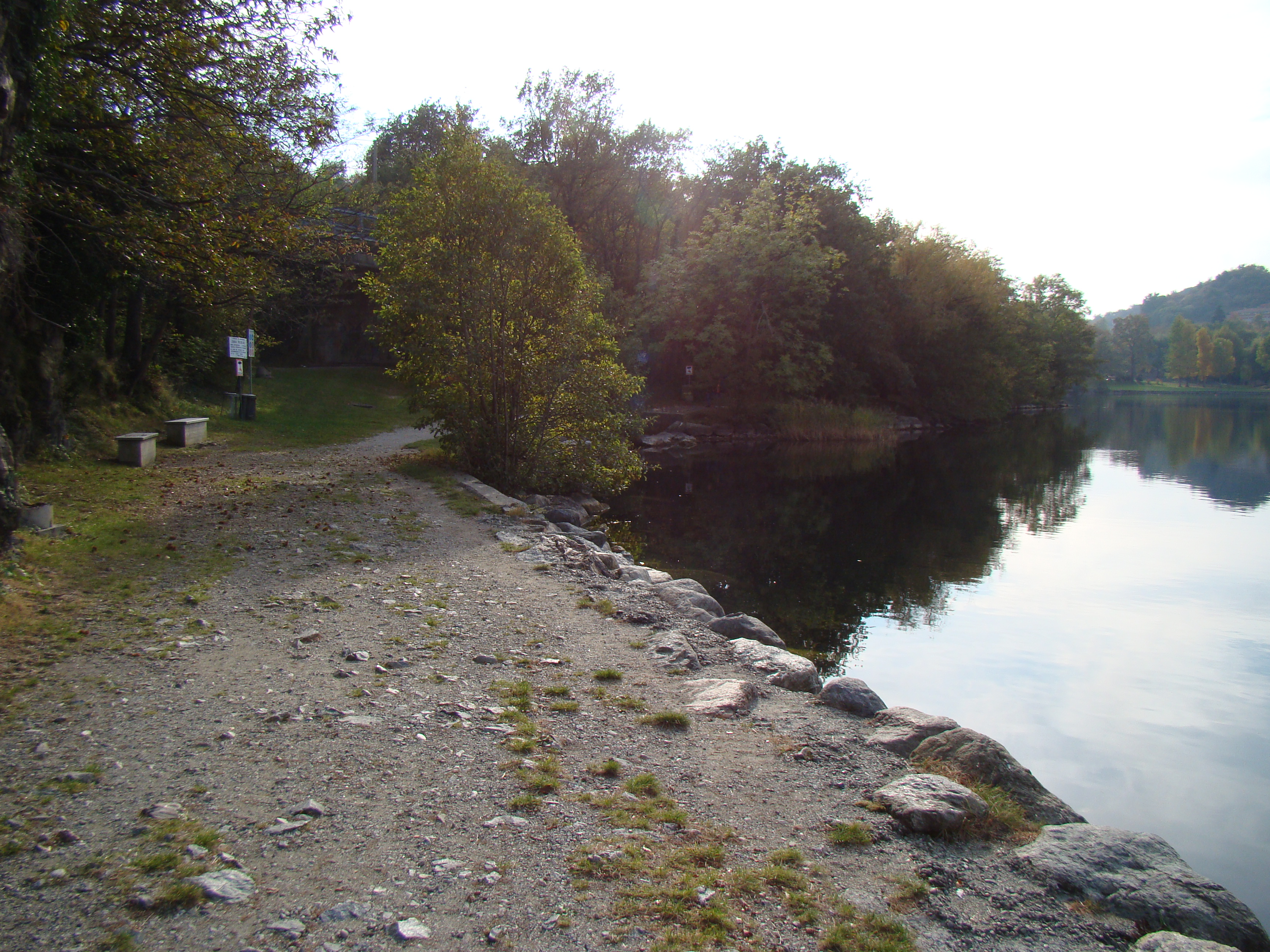
Lungolago
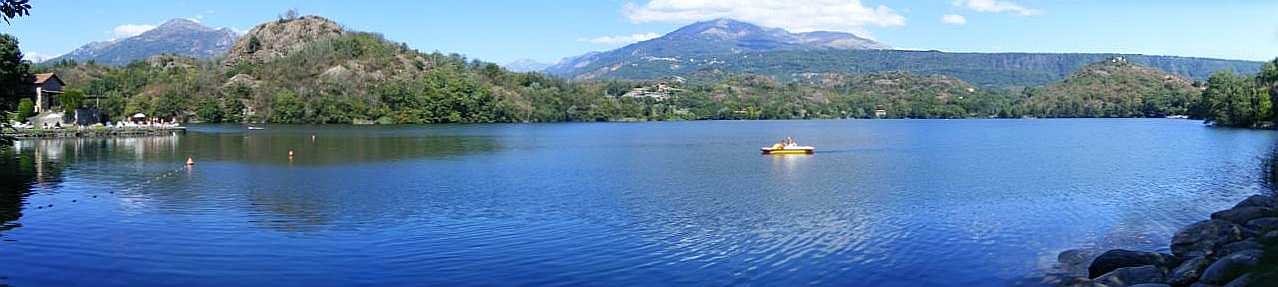
Panorama da sud-ovest
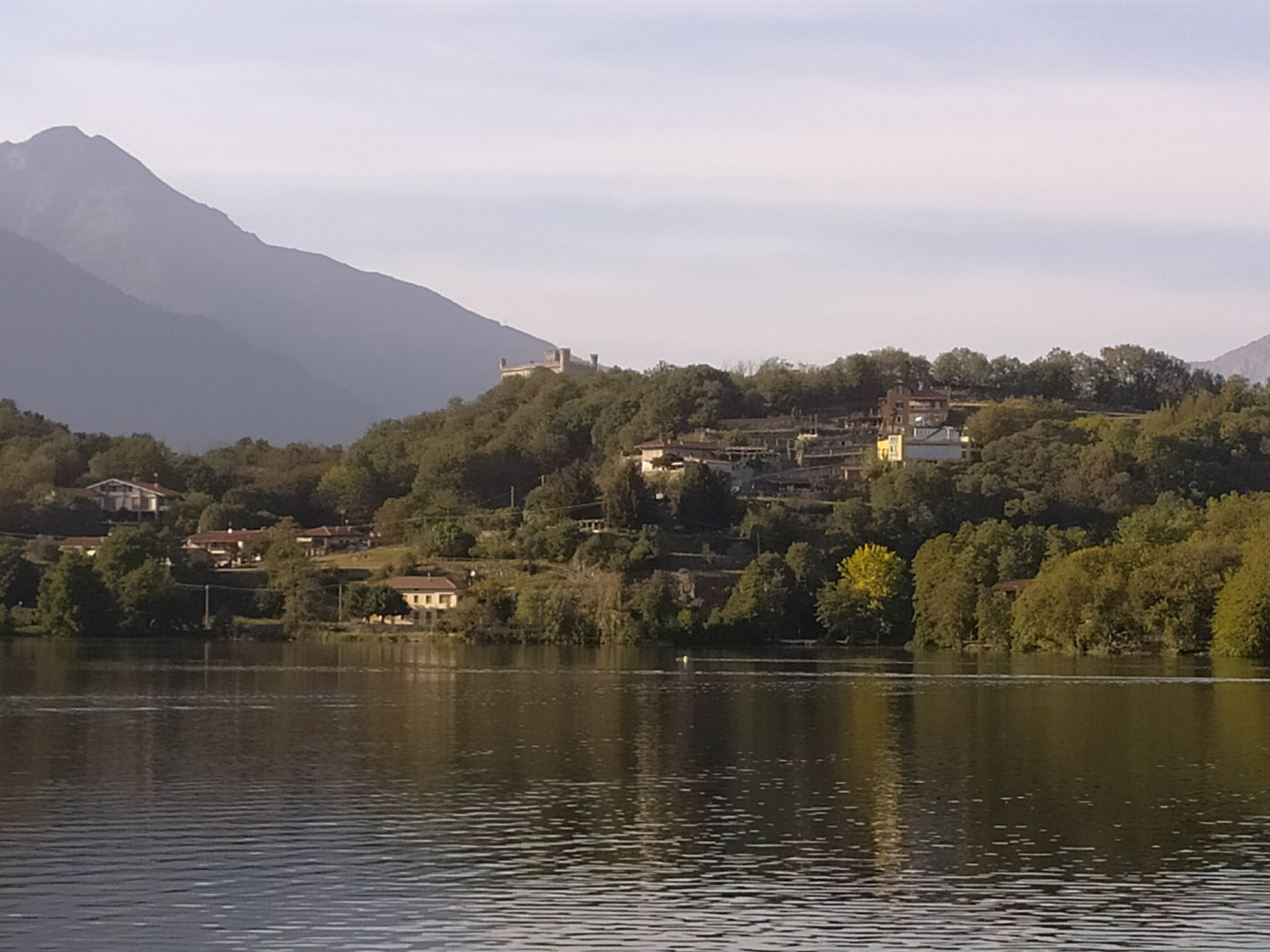
Castello di Montalto visto dal Lago Sirio
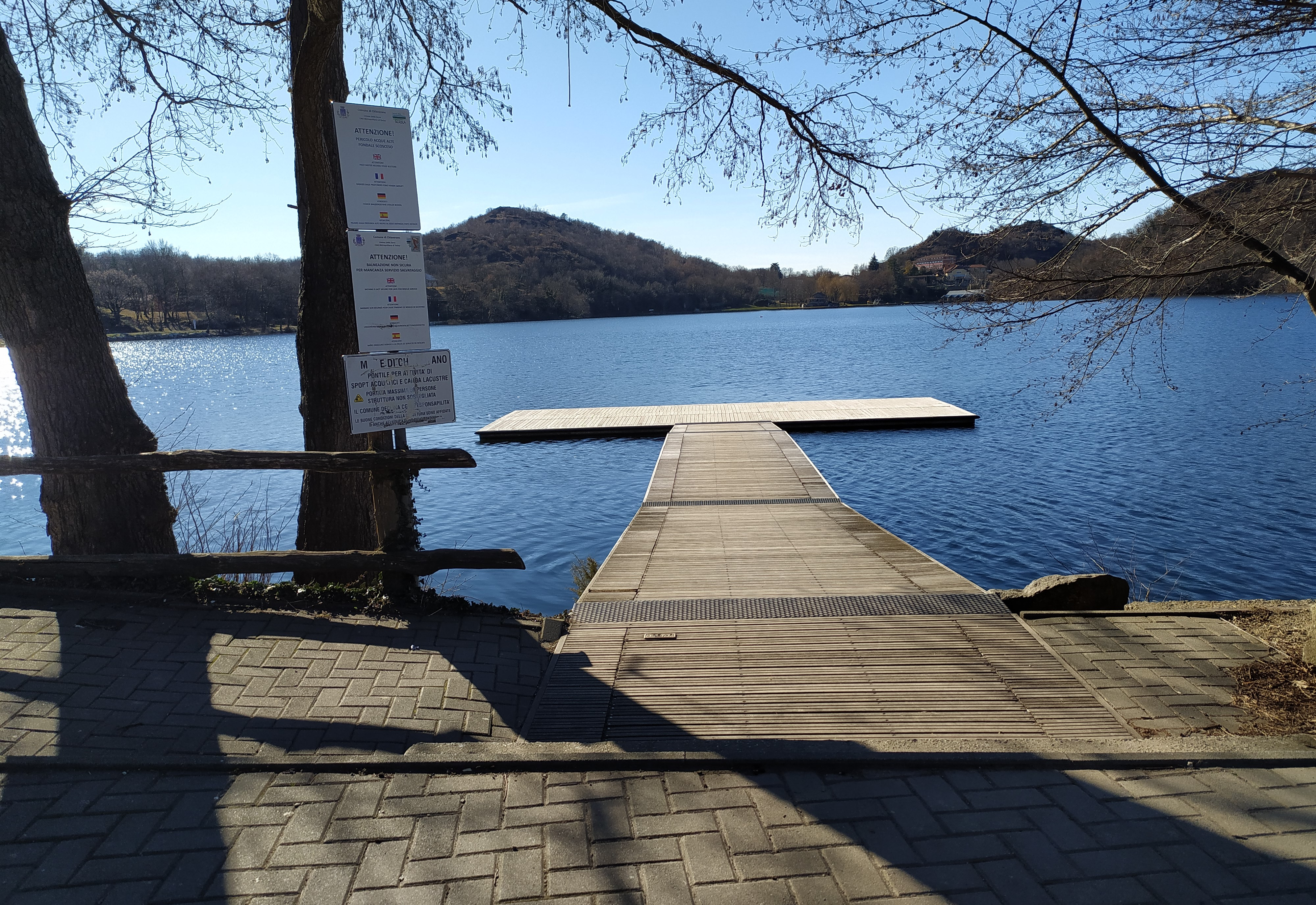
Pontile sul Lago Sirio in gennaio
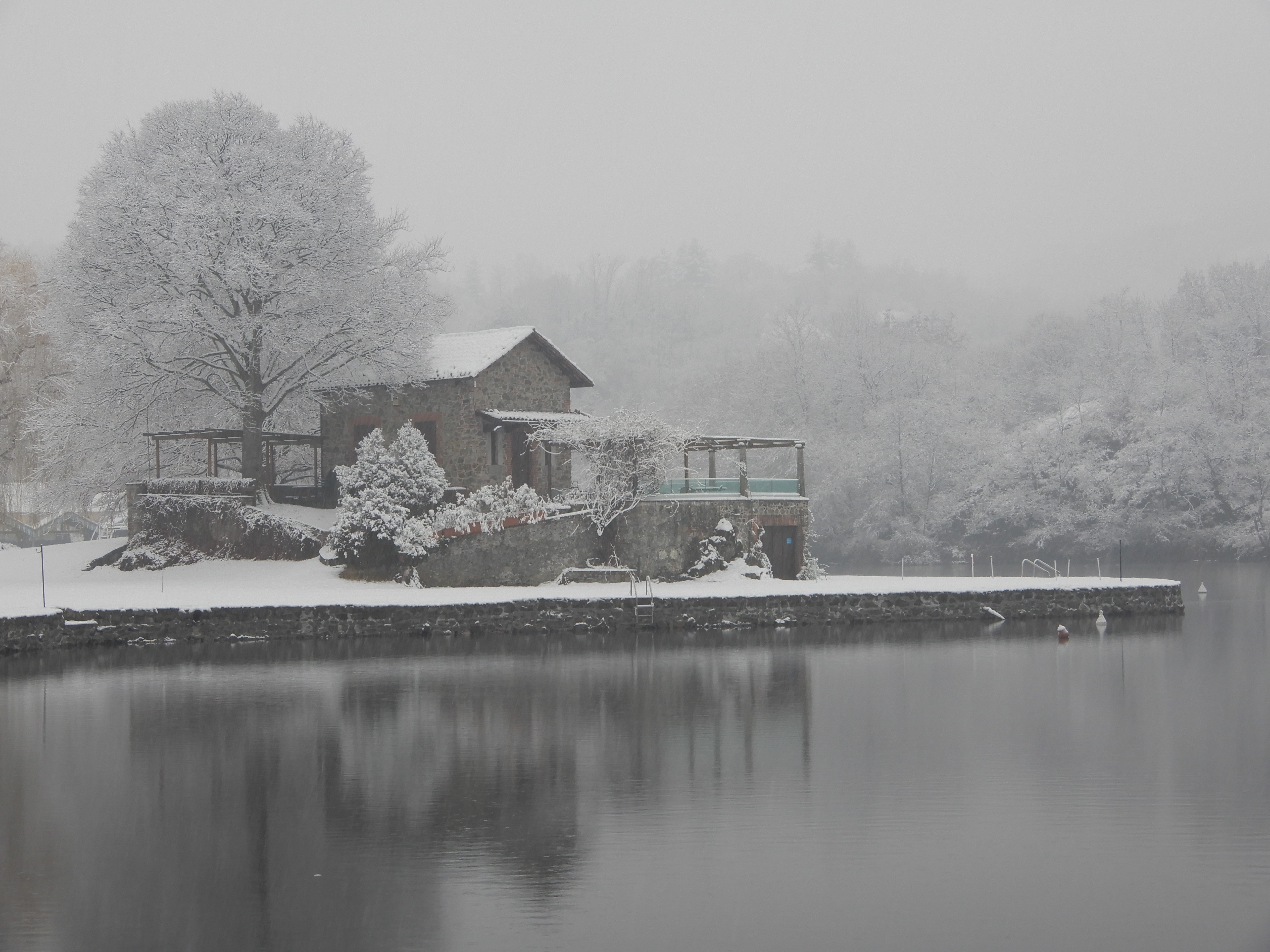
Nevicata sul lago